# Rudolf Flotzinger
Rudolf Flotzinger, avstrijski muzikolog, pedagog in akademik, * 22. september 1939.
Flotzinger od leta 1971 predavana na Univerzi v Gradcu.
Je član Avstrijske, Hrvaške in Slovenske akademije znanosti in umetnosti.